# Dasypogon olcesci
Dasypogon olcesci là một loài ruồi trong họ Asilidae. Dasypogon olcesci được Bigot miêu tả năm 1878. Loài này phân bố ở vùng Cổ Bắc giới.